# Freedom Park (Sydafrika)

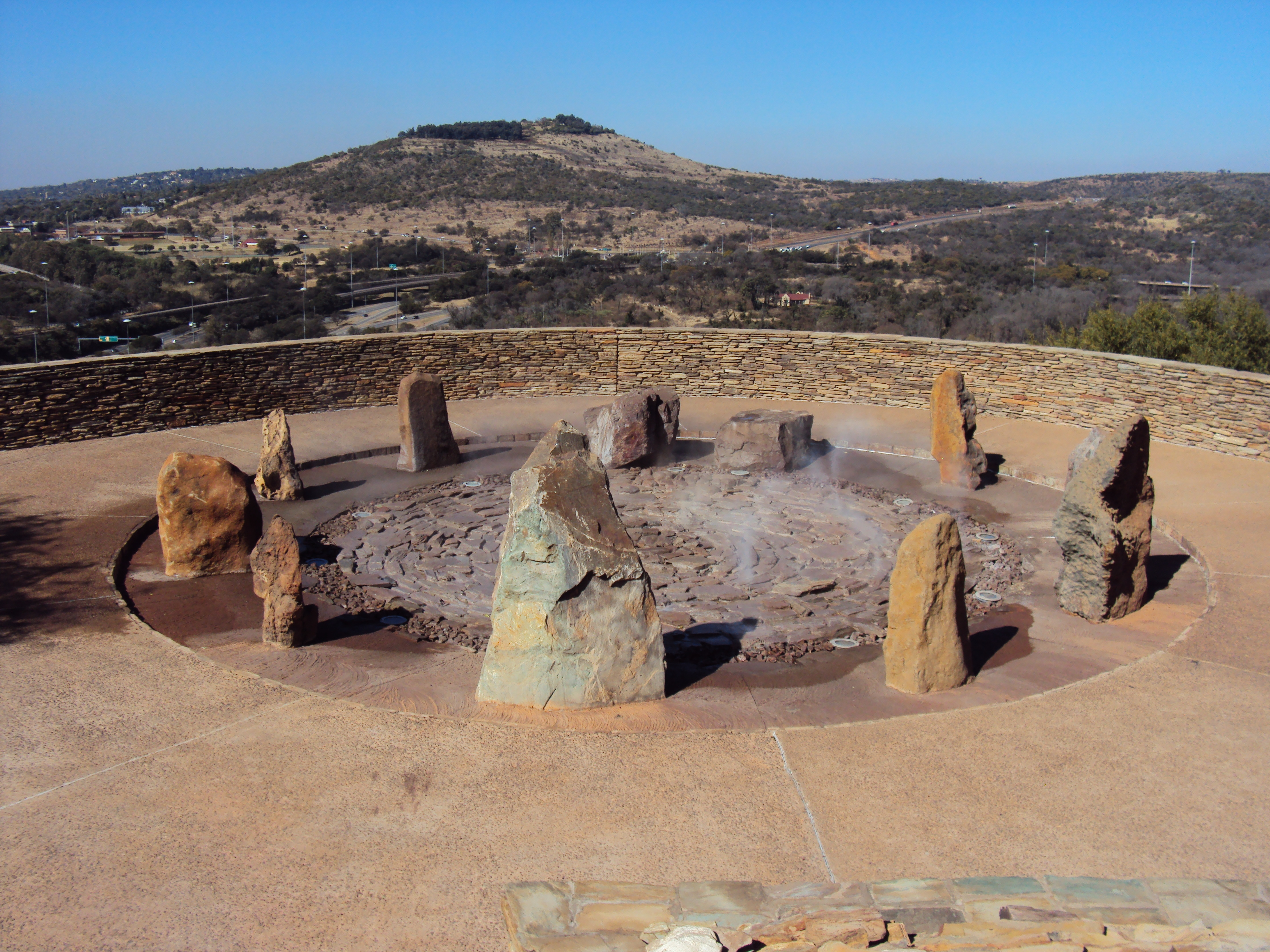
Isivani i Freedom park i Sydafrika.

Freedom Park är ett nationalmonument vid Salvokop i utkanten av Pretoria som berättar Sydafrikas historia på ett visuellt och interaktivt sätt. Där finns också ett minnesmärke över personer som stupat i krig i Sydafrika, första och andra världskriget och under apartheid-eran.

## Vision
| ”                      | The day should not be far off, when we shall have a people’s shrine, a freedom park, where we shall honour with all the dignity they deserve, those who endured pain so we should experience the joy of freedom. | „ |
| – Nelson Mandela, 1999 | |   |

## Historia
Projektet startade den 1 juni 2000 som svar på Sydafrikas sannings- och försoningskommission. Platsen för frihetsparken blev ett bergsområde i utkanten av huvudstaden Pretoria. Parken byggdes mellan juli 2003 och mars 2004. Minnesträdgården invigdes den 8 mars av Thabo Mbeki.

## Mål och konstruktion
Parkens mål var att bli ett kunskapscentrum och skapa en större förståelse för landet och dess folk. Den skulle bli ett minnesmärke för att hedra dem som offrade sina liv för att vinna frihet samt beskriva landets olika folk.
Tre arkitektfirmor anlitades för design av park och museum. Ursprungsfolkens kunskaper påverkade den slutliga konstruktionen. Parken består av tre delar:
1. Isivani – Jord hämtades från fallna hjältars gravplatser för att bringa harmoni enligt afrikansk visdom.
2. Isikhumbuto – Minnets trädgård med en mur med hjältarnas namn, omgiven av vatten.
3. Hapo Museum – Föremål och Berättelser om kampen för frihet.

## Galleri

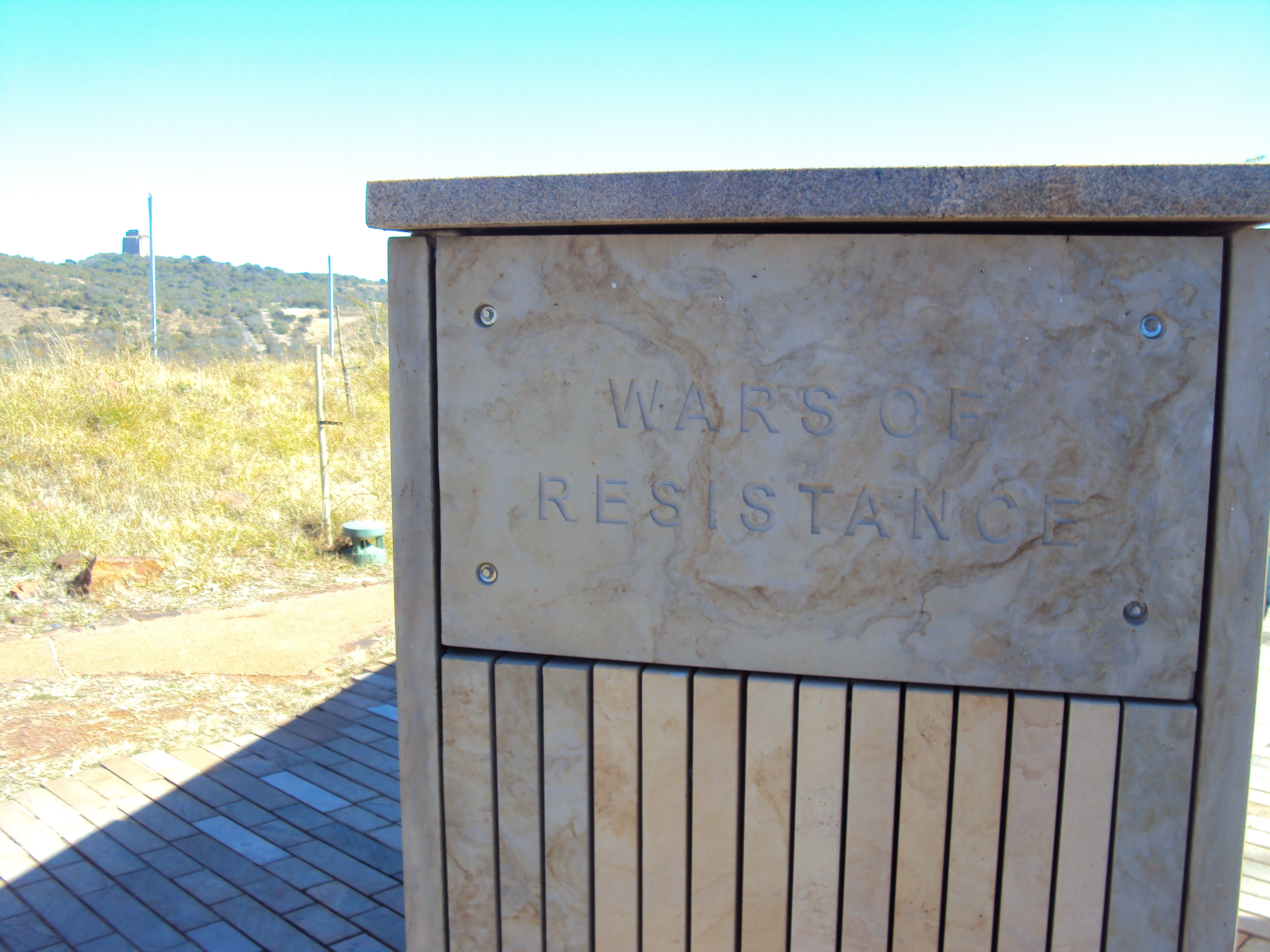
Minnestavla
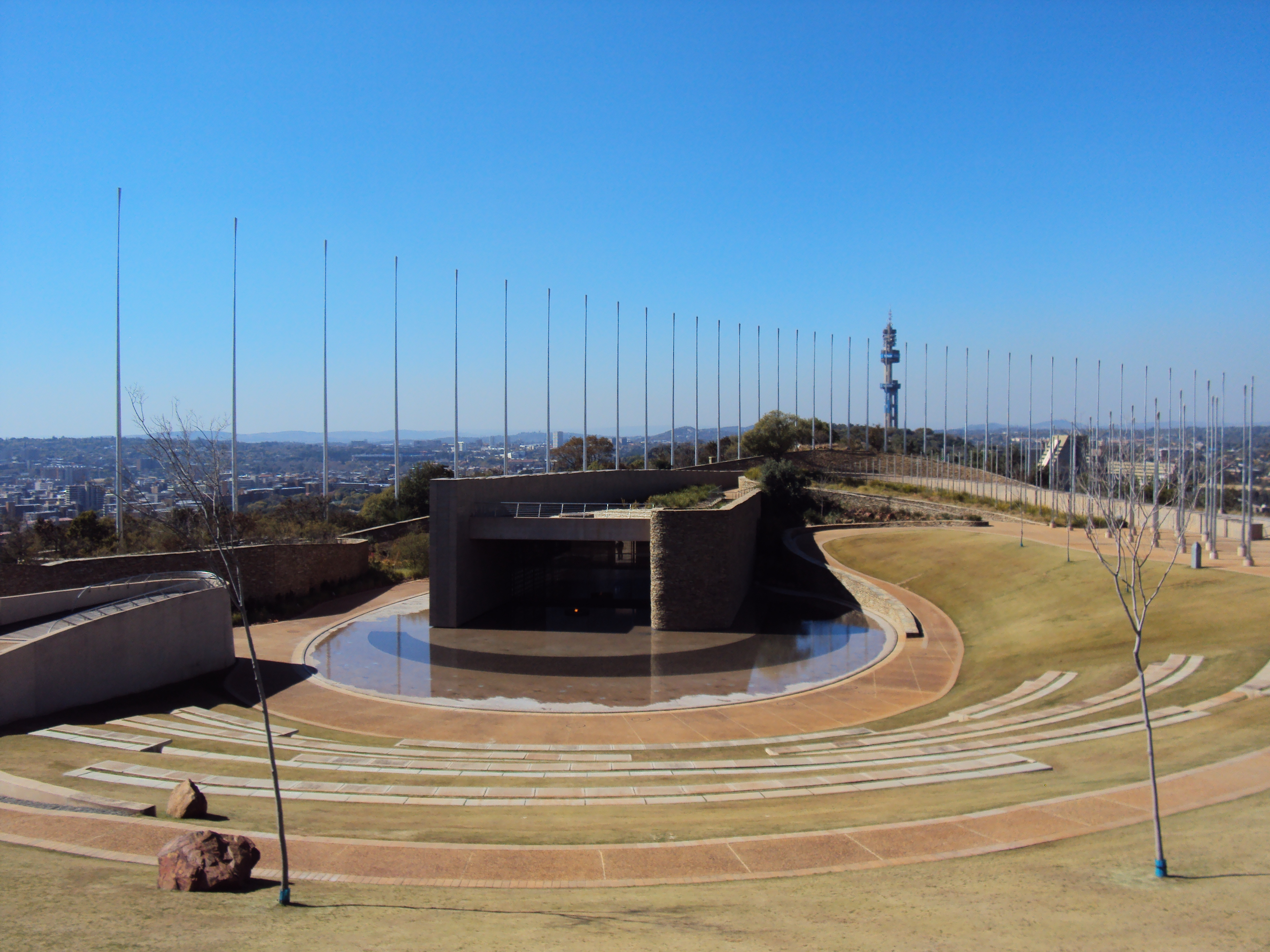
Amfiteater
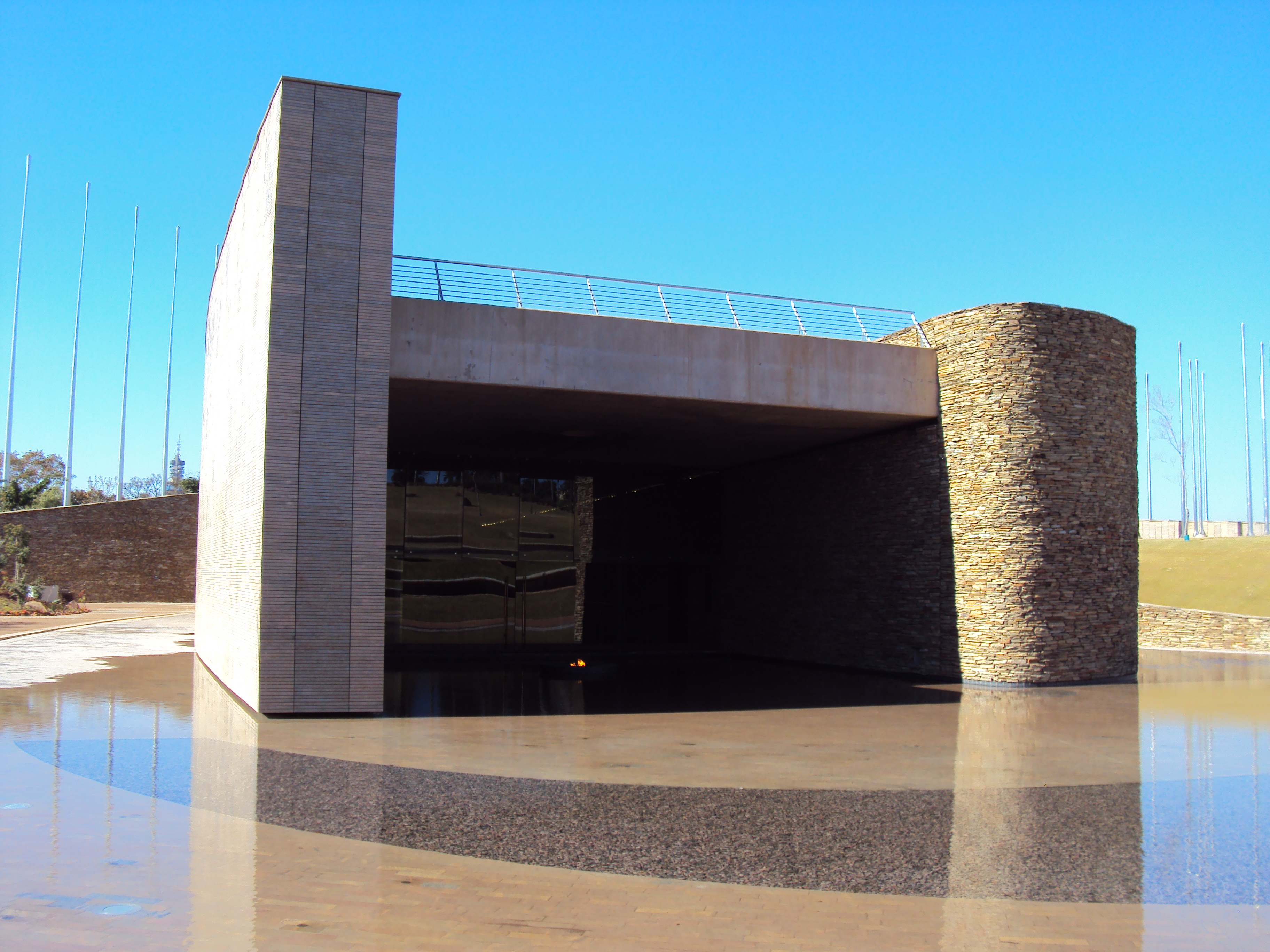
Den eviga elden